# سرفس مجذع
سِرْفُس مُجَذَّع (الاسم العلمي Syrphus corollae)، حشرة نافعة من السرفيديات. شكلها كالذبابة. طولها نحو 8 مم. رأسها أصفر اللون. بطنها مجذع بالأسود تمتح مكنها على الأوراق التي يركبها الأرق فينقف عن يرقات دودية، علقية الشكل، غبراء اللون تلحق الأرق وتفترسه.